# Ruschia namusmontana
Ruschia namusmontana är en isörtsväxtart som beskrevs av Hans Christian Friedrich. Ruschia namusmontana ingår i släktet Ruschia och familjen isörtsväxter. Inga underarter finns listade i Catalogue of Life.